# فرانسيسكو فريدريك
فرانسيسكو فريدريك (بالألمانية: Francesco Friedrich)‏ هو متزلج صدري ألماني، ولد في 2 مايو 1990 في بيرنا في ألمانيا.

## وصلات خارجية
- فرانسيسكو فريدريش على موقع IBSF (الإنجليزية)
- فرانسيسكو فريدريش على موقع اللجنة الأولمبية الدولية (الإنجليزية)
- فرانسيسكو فريدريش على موقع أوليمبيديا (الإنجليزية)
- فرانسيسكو فريدريش على موقع اللجنة الأولمبية الألمانية (الألمانية)